# Frank Morgan
Pour les articles homonymes, voir Frank Morgan (mathématicien) (en) et Morgan..

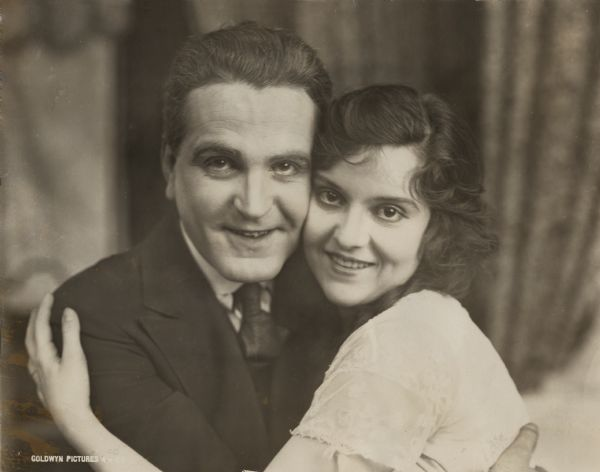
Morgan et Madge Kennedy dans Mon bébé (1917)

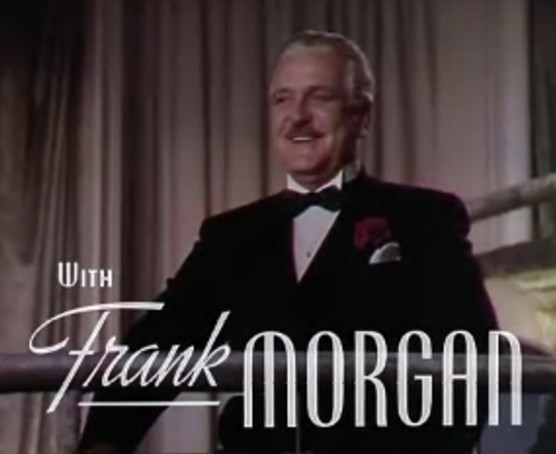
dans Amants (1938)

Frank Morgan est un acteur américain né le 1er juin 1890 à New York, New York (États-Unis), mort le 18 septembre 1949 à Beverly Hills (Los Angeles).

## Biographie
Il est le frère de Ralph Morgan (1883-1956), également acteur. Il avait épousé Alma Muller (1894-1970).
Il est en particulier connu pour avoir joué le voyant et le magicien dans Le Magicien d'Oz.

## Filmographie

### Années 1910
- 1916 : The Suspect de S. Rankin Drew : Sir Richard
- 1916 : Reportage tragique (The Daring of Diana) de S. Rankin Drew : John Briscoe
- 1916 : The Girl Philippa de S. Rankin Drew : Halkett
- 1917 : Cendrillonnette (A Modern Cinderella) de John G. Adolfi : Tom
- 1917 : La Sauvageonne (A Child of the Wild) de John G. Adolfi : Frank Trent
- 1917 : The Light in Darkness (en) d'Alan Crosland : Ramsey Latham
- 1917 : Mon bébé (Baby Mine) de Hugo Ballin et John S. Robertson : Alfred
- 1917 : Who's Your Neighbor? de S. Rankin Drew : Dudley Carlton
- 1917 : Raffles (Raffles, the Amateur Cracksman) de George Irving : Bunny Manders
- 1918 : The Knife : Dr. Robert Manning
- 1918 : At the Mercy of Men : Count Nicho
- 1919 : The Gray Towers Mystery : Billy Durland
- 1919 : The Golden Shower : Lester

### Années 1920
- 1924 : Tricheuse (Manhandled), d'Allan Dwan : Arno Riccardi
- 1924 : Born Rich : Eugene Magnin
- 1925 : The Crowded Hour : Bert Caswell
- 1925 : The Man Who Found Himself : Lon Morris
- 1925 : Scarlet Saint : Baron Badeau
- 1927 : Love's Greatest Mistake de A. Edward Sutherland : William Ogden

### Années 1930
- 1930 : Belle of the Night

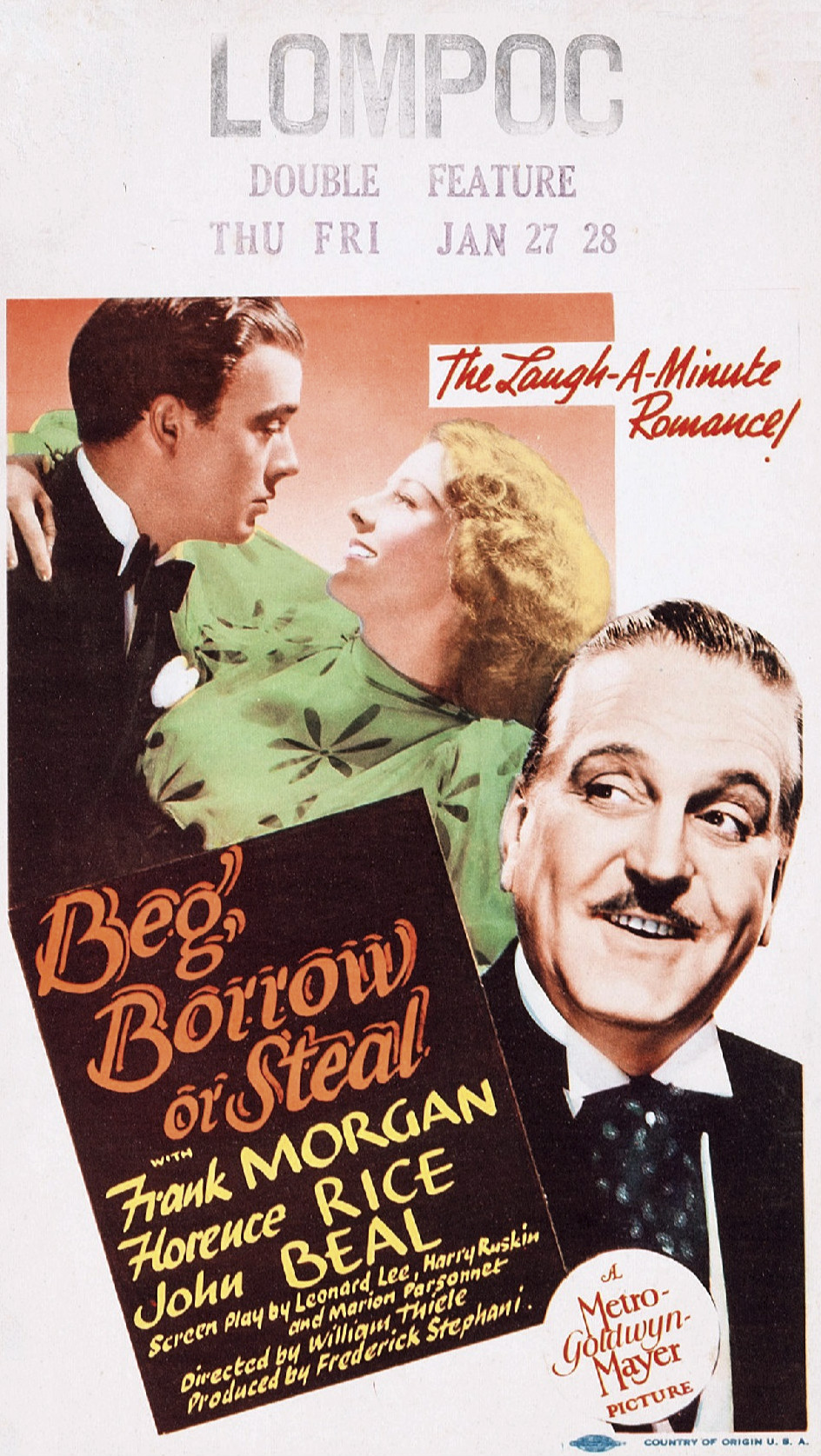
Dans Beg Borrow or Steal en 1937.

- 1930 : Dangerous Nan McGrew : Doc Foster
- 1930 : Queen High : Mr. Nettleton
- 1930 : Laughter : C. Morton Gibson
- 1930 : Fast and Loose : Bronson Lenox
- 1932 : Secrets of the French Police : François St. Cyr
- 1932 : The Half Naked Truth : Merle Farrell
- 1933 : Billion Dollar Scandal : John Dudley Masterson
- 1933 : Luxury Liner : Alex Stevenson
- 1933 : Hallelujah I'm a Bum : Mayor John Hastings
- 1933 : Reunion in Vienna : Anton
- 1933 : Le Baiser devant le miroir  (The Kiss Before the Mirror) de James Whale : Dr. Paul Held
- 1933 : The Nuisance (en) de Jack Conway : Dr. Buchanan Prescott
- 1933 : When Ladies Meet : Rogers Woodruff
- 1933 : Best of Enemies : William Hartman
- 1933 : Les Pantins (Broadway to Hollywood) : Ted Hackett
- 1933 : Mademoiselle volcan (Bombshell) : Pops Burns
- 1934 : The Cat and the Fiddle : Jules Daudet
- 1934 : Sisters Under the Skin : John Hunter Yates
- 1934 : Success at Any Price : Raymond 'Ray' Merritt
- 1934 : Les Amours de Cellini (The Affairs of Cellini) : Alessandro, Duke of Florence
- 1934 : A Lost Lady, d'Alfred E. Green : Daniel 'Dan' Forrester
- 1934 : There's Always Tomorrow : Joseph White
- 1934 : Avec votre permission (By Your Leave) de Lloyd Corrigan  : Henry Smith
- 1934 : Le Grand Barnum (The Mighty Barnum) de Walter Lang : Joe
- 1935 : La Bonne Fée (The Good Fairy) de William Wyler : Konrad
- 1935 : Enchanted April : Mellersh Wilkins
- 1935 : La Fugue de Mariette (Naughty Marietta) de Robert Z. Leonard et W. S. Van Dyke : Gov. Gaspar d'Annard
- 1935 : Lazybones : Tom
- 1935 : Escapade : Karl
- 1935 : Vivre sa vie (I Live My Life) : G.P. Bentley
- 1935 : The Perfect Gentleman : Major Horatio Chatteris
- 1936 : Le Grand Ziegfeld (The Great Ziegfeld) de Robert Z. Leonard : Jack Billings
- 1936 : Le Danseur pirate (Dancing Pirate) : Maire Don Emilio Perena
- 1936 : À vos ordres, Madame (Trouble for Two), de J. Walter Ruben : Col. Geraldine
- 1936 : Piccadilly Jim : James Crocker, Sr., aka Count Olav Osric
- 1936 : Fossettes (Dimples)ù : Prof. Eustace Appleby
- 1937 : La Fin de Mme Cheyney (The Last of Mrs Cheyney) : Lord Francis Kelton
- 1937 : Le Secret des chandeliers (The Emperor's Candlesticks) : Col. Baron Suroff
- 1937 : Saratoga : Jesse Kiffmeyer
- 1937 : Beg, Borrow or Steal : Ingraham Steward
- 1937 : Rosalie : King Fredrick Romanikov
- 1938 : Paradise for Three : Rudolph Tobler, aka Edward Schultz
- 1938 : Port of Seven Seas : Panisse
- 1938 : The Crowd Roars (La Foule en délire) : Brian McCoy
- 1938 : Amants (Sweethearts) : Felix Lehman
- 1939 : Emporte mon cœur (Broadway Serenade) : Cornelius Collier, Jr.
- 1939 : Le Magicien d'Oz (The Wizard of Oz) de Victor Fleming : le Magicien d'Oz / le Professeur Marvel / le portier / le cocher / le garde de la cité d'Émeraude
- 1939 : Henry Goes Arizona : Henry 'Hank' Conroy
- 1939 : Balalaika : Ivan Danchenoff

### Années 1940
- 1940 : Rendez-vous (The Shop Around the Corner) : Hugo Matuschek
- 1940 : The Ghost Comes Home de Wilhelm Thiele
- 1940 : Broadway qui danse (Broadway Melody of 1940) : Bob Casey
- 1940 : The Ghost Comes Home : Vernon 'Vern' Adams
- 1940 : La Tempête qui tue (The Mortal Storm), de Frank Borzage : Prof. Viktor Roth
- 1940 : La Fièvre du pétrole (Boom Town) : Luther Aldrich
- 1940 : Hullabaloo : Frank Forrest 'Frankie' Merriweather
- 1940 : Keeping Company : Harry C. Thomas
- 1941 : The Wild Man of Borneo : J. Daniel 'Dan' Thompson
- 1941 : Washington Melodrama : Calvin Claymore
- 1941 : Franc Jeu (Honky Tonk) : Judge Cotton
- 1942 : The Vanishing Virginian : Robert 'Cap'n Bob' Yancey
- 1942 : Tortilla Flat : The Pirate
- 1942 : Tondelayo (White Cargo) : The Doctor
- 1943 : Et la vie continue (The Human Comedy) : Willie Grogan
- 1943 : A Stranger in Town : John Josephus Grant
- 1943 : Parade aux étoiles (Thousands cherr) : Lui-même
- 1944 : Les Blanches Falaises de Douvres (The white cliffs of Dover) : Hiram Porter Dunn
- 1944 : Kismet de William Dieterle : Narrator (voix)
- 1944 : Casanova le petit (Casanova Brown) : Mr. Ferris
- 1945 : Yolanda et le Voleur (Yolanda and the Thief) : Victor Budlow Trout
- 1946 : Le Courage de Lassie (Courage of Lassie) : Harry MacBain
- 1946 : The Cockeyed Miracle : Sam Griggs
- 1946 : Lady Luck (en) : William Audrey
- 1947 : Le Pays du dauphin vert (Green Dolphin Street) : Dr. Edmund Ozanne
- 1948 : Belle Jeunesse (Summer Holiday) : Uncle Sid
- 1948 : Les Trois Mousquetaires (The Three Musketeers) : roi Louis XIII
- 1949 : Un homme change son destin (The Stratton Story) : Barney Wile
- 1949 : Passion fatale (The Great Sinner) : Aristide Pitard
- 1949 : Faites vos jeux (Any Number Can Play) de Mervyn LeRoy : Jim Kurstyn

### Années 1950
- 1950 : La Clé sous la porte (Key to the City) : Fire Chief Duggan